# Popis epizoda serije Izgubljeni
Izgubljeni (eng. Lost) je američka dramska televizijska serija koja se započela emitirati 22. rujna 2004. godine na televizijskoj mreži ABC. Seriju su kreirali J. J. Abrams i Damon Lindelof, a temeljena je na originalnom scenariju za pilot epizodu naziva Nowhere čiji je autor Jeffrey Lieber. Sveukupno je emitirano šest sezona serije uz mnogobrojne dodatne klipove i kratke video blogove te pregled ranijih epizoda. Televizijska mreža ABC službeno je objavila da će serija Izgubljeni završiti nakon emitiranja šeste sezone, a u konačnici je producirana i snimljena sveukupno 121 epizoda.
Radnja serije prati prošle, sadašnje i buduće događaje u životima preživjelih putnika zrakoplovne nesreće leta Oceanic 815. Putnici su se nalazili na letu koji je iz Sydneyja vodio u Los Angeles, a srušili su se na tropski otok negdje u južnom Pacifiku. Radnja također uključuje i živote ljudi koji su se u trenutku pada aviona već ranije nalazili na otoku - "Drugi" koji u početku zastrašuju preživjele, a kasnije postaju saveznici te skupinu ljudi koji dolaze na otok brodom Kahana. Svaka epizoda sastoji se od dvije paralelne radnje: jedne koja se odvija na otoku i druge koja prati život glavnog lika epizode u nekom drugom vremenu. Druga paralelna radnja u šestoj sezoni odvija se u paralelnom svijetu, a prati događaje koji bi se odvili da se zrakoplov Oceanic 815 nikad nije srušio na otok.
U dolje navedenim tablicama kategorija "glavni lik" odnosi se na lik ili likove koji predstavljaju glavne aktere u paralelnoj radnji pojedinih epizoda. Kategorija "ukupan broj epizoda" odnosi se na broj epizode u kompletnoj seriji, a kategorija "broj epizode" odnosi se na broj epizode u određenoj sezoni. Kategorija "Gledanost u SAD-u (u milijunima)" odnosi se na broj Američkih gledatelja koji su gledali epizodu kada se ista prvi puta emitirala.
Sveukupno je snimljena 121 epizoda serije Izgubljeni od kojih je posljednja emitirana 23. svibnja 2010. godine. Sve sezone izdane su na DVD-ovima za regije 1-4 te na Blu-rayu za regije A i B. U Hrvatskoj je kompletna serija izdana na DVD-ovima, a Nova TV je emitirala prve tri sezone serije.

## Pregled serije
| Sezona | Sezona | Epizode | Originalno emitiranje | Gledatelji u SAD-u u milijunima (rang) | Datum DVD izdanja  | Datum DVD izdanja   | Datum DVD izdanja   | Datum Blu-ray izdanja | Datum Blu-ray izdanja                                                 |
| Sezona | Sezona | Epizode | Originalno emitiranje | Gledatelji u SAD-u u milijunima (rang) | Regija 1           | Regija 2            | Regija 4            | Regija A              | Regija B                                                              |
| ------ | ------ | ------- | --------------------- | -------------------------------------- | ------------------ | ------------------- | ------------------- | --------------------- | --------------------------------------------------------------------- |
|        | 1      | 25      | 2004. – 2005.         | 15,69 (15. mjesto)                     | 6. rujna 2005.     | 16. siječnja 2006.  | 30. studenog 2005.  | 16. lipnja 2009.      | Velika Britanija: 15. lipnja 2009. Australija: 1. srpnja 2009.        |
|        | 2      | 24      | 2005. – 2006.         | 15,50 (15. mjesto)                     | 5. rujna 2006.     | 2. listopada 2006.  | 4. listopada 2006.  | 16. lipnja 2009.      | Velika Britanija: 15. lipnja 2009. Australija: 1. srpnja 2009.        |
|        | 3      | 23      | 2006. – 2007.         | 15,95 (13. mjesto)                     | 11. prosinca 2007. | 22. listopada 2007. | 17. listopada 2007. | 11. prosinca 2007.    | Velika Britanija: 26. listopada 2009. Australija: 2. prosinca 2009.   |
|        | 4      | 14      | 2008.                 | 13,17 (19. mjesto)                     | 9. prosinca 2008.  | 20. listopada 2008. | 29. listopada 2008. | 9. prosinca 2008.     | Velika Britanija: 20. listopada 2008. Australija: 29. listopada 2008. |
|        | 5      | 17      | 2009.                 | 10,94 (28. mjesto)                     | 8. prosinca 2009.  | 26. listopada 2009. | 21. listopada 2009. | 8. prosinca 2009.     | Velika Britanija: 26. listopada 2009. Australija: 2. prosinca 2009.   |
|        | 6      | 18      | 2010.                 | 10,08 (31. mjesto)                     | 24. kolovoza 2010. | 13. rujna 2010.     | 18. listopada 2010. | 24. kolovoza 2010.    | Velika Britanija: 13. rujna 2010. Australija: 20. listopada 2010.     |
| Ukupno | Ukupno | 121     | 2004. – 2010.         |                                        | 24. kolovoza 2010. | 13. rujna 2010.     | 12. listopada 2011. | 24. kolovoza 2010.    | Velika Britanija: 13. rujna 2010.                                     |

## Pregled sezona

### Prva sezona (2004. − 2005.)
Prva sezona serije Izgubljeni emitirala se u razdoblju od 22. rujna 2004. do 25. svibnja 2005. godine. Uz sveukupno dvadeset i četiri epizode koliko ih je emitirano tijekom prve sezone, dodatni video naziva Lost: The Journey prikazan je 27. travnja 2005. godine koji tajne otoka i likova postavlja u posebnu perspektivu, a sve prije emitiranja finala sezone.
Prva sezona započinje zrakoplovnom nesrećom koja uzrokuje pad leta Oceanic 815 na tropski otok nakon čega je skupina preživjelih putnika prisiljena surađivati zajedno kako bi preživjela. Međutim, njihov opstanak konstantno ugrožavaju tajanstveni događaji poput otkrivanja podzemnog okna, nepoznatog zvuka (bića) koje odjekuje džunglom te opasnih motiva originalnih naseljenika otoka poznatih pod imenom "Drugi". Razdoblje u kojem se odvija radnja prve sezone obuhvaća sveukupno 44 dana.
Otprilike 18,38 milijuna gledatelja sjedilo je pred malim ekranima u SAD-u tijekom originalnog emitiranja epizoda prve sezone.
| Ukupan broj epizoda | Broj epizode | Naziv epizode                            | Glavni lik(ovi) | Redatelj         | Scenarist(i)                                                                                 | Gledanost u SAD-u (u milijunima) | Originalno emitiranje |
| ------------------- | ------------ | ---------------------------------------- | --------------- | ---------------- | -------------------------------------------------------------------------------------------- | -------------------------------- | --------------------- |
| 1                   | 1            | "Pilot (1. dio)"                         | Jack            | J. J. Abrams     | Priča: Jeffrey Lieber, J. J. Abrams i Damon Lindelof Scenarij: J. J. Abrams i Damon Lindelof | 18,65                            | 22. rujna 2004.       |
| 2                   | 2            | "Pilot (2. dio)"                         | Charlie i Kate  | J. J. Abrams     | Priča: Jeffrey Lieber, J. J. Abrams i Damon Lindelof Scenarij: J. J. Abrams i Damon Lindelof | 17,00                            | 29. rujna 2004.       |
| 3                   | 3            | "Tabula Rasa"                            | Kate            | Jack Bender      | Damon Lindelof                                                                               | 16,54                            | 6. listopada 2004.    |
| 4                   | 4            | "Walkabout"                              | Locke           | Jack Bender      | David Fury                                                                                   | 18,16                            | 13. listopada 2004.   |
| 5                   | 5            | "White Rabbit"                           | Jack            | Kevin Hooks      | Christian Taylor                                                                             | 16,82                            | 20. listopada 2004.   |
| 6                   | 6            | "House of the Rising Sun"                | Sun             | Michael Zinberg  | Javier Grillo-Marxuach                                                                       | 16,83                            | 27. listopada 2004.   |
| 7                   | 7            | "The Moth"                               | Charlie         | Jack Bender      | Jennifer Johnson i Paul Dini                                                                 | 18,73                            | 3. studenog 2004.     |
| 8                   | 8            | "Confidence Man"                         | Sawyer          | Tucker Gates     | Damon Lindelof                                                                               | 18,44                            | 10. studenog 2004.    |
| 9                   | 9            | "Solitary"                               | Sayid           | Greg Yaitanes    | David Fury                                                                                   | 17,64                            | 17. studenog 2004.    |
| 10                  | 10           | "Raised by Another"                      | Claire          | Marita Grabiak   | Lynne E. Litt                                                                                | 17,15                            | 1. prosinca 2004.     |
| 11                  | 11           | "All the Best Cowboys Have Daddy Issues" | Jack            | Stephen Williams | Javier Grillo-Marxuach                                                                       | 18,88                            | 8. prosinca 2004.     |
| 12                  | 12           | "Whatever the Case May Be"               | Kate            | Jack Bender      | Damon Lindelof i Jennifer Johnson                                                            | 21,59                            | 5. siječnja 2005.     |
| 13                  | 13           | "Hearts and Minds"                       | Shannon i Boone | Rod Holcomb      | Carlton Cuse i Javier Grillo-Marxuach                                                        | 20,81                            | 12. siječnja 2005.    |
| 14                  | 14           | "Special"                                | Michael i Walt  | Greg Yaitanes    | David Fury                                                                                   | 19,69                            | 19. siječnja 2005.    |
| 15                  | 15           | "Homecoming"                             | Charlie         | Kevin Hooks      | Damon Lindelof                                                                               | 19,48                            | 9. veljače 2005.      |
| 16                  | 16           | "Outlaws"                                | Sawyer          | Jack Bender      | Drew Goddard                                                                                 | 17,87                            | 16. veljače 2005.     |
| 17                  | 17           | "...In Translation"                      | Jin             | Tucker Gates     | Javier Grillo-Marxuach i Leonard Dick                                                        | 19,49                            | 23. veljače 2005.     |
| 18                  | 18           | "Numbers"                                | Hurley          | Daniel Attias    | Brent Fletcher i David Fury                                                                  | 18,85                            | 2. ožujka 2005.       |
| 19                  | 19           | "Deus Ex Machina"                        | Locke           | Robert Mandel    | Carlton Cuse i Damon Lindelof                                                                | 17,75                            | 30. ožujka 2005.      |
| 20                  | 20           | "Do No Harm"                             | Jack            | Stephen Williams | Janet Tamaro                                                                                 | 17,12                            | 6. travnja 2005.      |
| 21                  | 21           | "The Greater Good"                       | Sayid           | David Grossman   | Leonard Dick                                                                                 | 17,20                            | 4. svibnja 2005.      |
| 22                  | 22           | "Born to Run"                            | Kate            | Tucker Gates     | Priča: Javier Grillo-Marxuach Scenarij: Edward Kitsis i Adam Horowitz                        | 17,10                            | 11. svibnja 2005.     |
| 23                  | 23           | "Exodus (1. dio)"                        | Razni           | Jack Bender      | Damon Lindelof i Carlton Cuse                                                                | 18,62                            | 18. svibnja 2005.     |
| 24 i 25             | 24 i 25      | "Exodus (2. dio)"                        | Razni           | Jack Bender      | Damon Lindelof i Carlton Cuse                                                                | 20,71                            | 25. svibnja 2005.     |

### Druga sezona (2005. − 2006.)
Druga sezona televizijske serije Izgubljeni emitirala se u razdoblju od 21. rujna 2005. do 24. svibnja 2006. godine. Uz dvadeset i tri emitirane epizode, prikazane su i tri specijalne epizode kojima se gledatelje podsjetilo na dotadašnju radnju te ih se uvelo dublje u svijet misterija same serije. Tijekom druge sezone došlo je do nekoliko promjena u glumačkoj postavi. Ian Somerhalder koji je tumačio ulogu Boonea napustio je seriju dok se Malcolm David Kelley (koji je glumio Walta) pojavio u tek četiri nastavka. Michelle Rodriguez, Adewale Akinnuoye-Agbaje i Cynthia Watros pridružili su se glavnoj glumačkoj postavi kao Ana Lucia, Mr. Eko i Libby.
U drugoj sezoni gledatelji se upoznaju s novim likovima koji uključuju preživjele iz drugog dijela zrakoplova (repa) te ostale naseljenike na otoku. Otkriva se još više mitologije o samom otoku, a saznaje se i više informacija o ranijim životima glavnih junaka. Također se otkriva i postojanje organizacije Dharma Inicijativa, a polagano se saznaje i istina o Drugima. Radnja druge sezone odvija se u razdoblju od 23 dana.
Drugu sezonu serije gledalo je prosječno 15,5 milijuna ljudi.
| Ukupan broj epizoda | Broj epizode | Naziv epizode                  | Glavni lik(ovi)               | Redatelj          | Scenarist(i)                            | Gledanost u SAD-u (u milijunima) | Originalno emitiranje |
| ------------------- | ------------ | ------------------------------ | ----------------------------- | ----------------- | --------------------------------------- | -------------------------------- | --------------------- |
| 26                  | 1            | "Man of Science, Man of Faith" | Jack                          | Jack Bender       | Damon Lindelof                          | 23,47                            | 21. rujna 2005.       |
| 27                  | 2            | "Adrift"                       | Michael                       | Stephen Williams  | Steven Maeda i Leonard Dick             | 23,17                            | 28. rujna 2005.       |
| 28                  | 3            | "Orientation"                  | Locke                         | Jack Bender       | Javier Grillo-Marxuach i Craig Wright   | 22,38                            | 5. listopada 2005.    |
| 29                  | 4            | "Everybody Hates Hugo"         | Hurley                        | Alan Taylor       | Edward Kitsis i Adam Horowitz           | 21,66                            | 12. listopada 2005.   |
| 30                  | 5            | "...And Found"                 | Sun i Jin                     | Stephen Williams  | Carlton Cuse i Damon Lindelof           | 21,38                            | 19. listopada 2005.   |
| 31                  | 6            | "Abandoned"                    | Shannon                       | Adam Davidson     | Elizabeth Sarnoff                       | 20,01                            | 9. studenog 2005.     |
| 32                  | 7            | "The Other 48 Days"            | Preživjeli iz repa zrakoplova | Eric Laneuville   | Damon Lindelof i Carlton Cuse           | 21,87                            | 16. studenog 2005.    |
| 33                  | 8            | "Collision"                    | Ana Lucia                     | Stephen Williams  | Javier Grillo-Marxuach i Leonard Dick   | 19,29                            | 23. studenog 2005.    |
| 34                  | 9            | "What Kate Did"                | Kate                          | Paul Edwards      | Steven Maeda i Craig Wright             | 21,54                            | 30. studenog 2005.    |
| 35                  | 10           | "The 23rd Psalm"               | Mr. Eko                       | Matt Earl Beesley | Carlton Cuse i Damon Lindelof           | 20,56                            | 11. siječnja 2006.    |
| 36                  | 11           | "The Hunting Party"            | Jack                          | Stephen Williams  | Elizabeth Sarnoff i Christina M. Kim    | 19,13                            | 18. siječnja 2006.    |
| 37                  | 12           | "Fire + Water"                 | Charlie                       | Jack Bender       | Edward Kitsis i Adam Horowitz           | 19,05                            | 5. siječnja 2006.     |
| 38                  | 13           | "The Long Con"                 | Sawyer                        | Roxann Dawson     | Steven Maeda i Leonard Dick             | 18,74                            | 8. veljače 2006.      |
| 39                  | 14           | "One of Them"                  | Sayid                         | Stephen Williams  | Damon Lindelof i Carlton Cuse           | 18,20                            | 15. veljače 2006.     |
| 40                  | 15           | "Maternity Leave"              | Claire                        | Jack Bender       | Dawn Lambertsen Kelly i Matt Ragghianti | 16,43                            | 1. ožujka 2006.       |
| 41                  | 16           | "The Whole Truth"              | Sun                           | Karen Gaviola     | Elizabeth Sarnoff i Christina M. Kim    | 15,30                            | 22. ožujka 2006.      |
| 42                  | 17           | "Lockdown"                     | Locke                         | Stephen Williams  | Carlton Cuse i Damon Lindelof           | 16,21                            | 29. ožujka 2006.      |
| 43                  | 18           | "Dave"                         | Hurley                        | Jack Bender       | Edward Kitsis i Adam Horowitz           | 16,38                            | 5. travnja 2006.      |
| 44                  | 19           | "S.O.S."                       | Rose i Bernard                | Eric Laneuville   | Steven Maeda i Leonard Dick             | 15,68                            | 12. travnja 2006.     |
| 45                  | 20           | "Two for the Road"             | Ana Lucia                     | Paul Edwards      | Elizabeth Sarnoff i Christina M. Kim    | 15,56                            | 3. svibnja 2006.      |
| 46                  | 21           | "?"                            | Mr. Eko                       | Deran Sarafian    | Damon Lindelof i Carlton Cuse           | 16,35                            | 10. svibnja 2006.     |
| 47                  | 22           | "Three Minutes"                | Michael                       | Stephen Williams  | Edward Kitsis i Adam Horowitz           | 14,67                            | 17. svibnja 2005.     |
| 48 i 49             | 23 i 24      | "Live Together, Die Alone"     | Desmond                       | Jack Bender       | Damon Lindelof i Carlton Cuse           | 17,84                            | 24. svibnja 2005.     |

### Treća sezona (2006. − 2007.)
Treća sezona serije Izgubljeni započela je s emitiranjem 4. listopada 2006. godine. Sveukupno su prikazane dvadeset i tri epizode raspoređene u dva dijela. U prvom dijelu emitirano je šest epizoda šest tjedana za redom. Nakon toga uslijedila je pauza od dvanaest tjedana pa je ostatak sezone od šesnaest epizoda prikazan u prvoj polovici 2007. godine. Uz redovite epizode emitirane su i dvije posebne: Lost: A Tale of Survival koja je emitirana tjedan dana prije premijere sezone te The Lost Survivor Guide koja je emitirana uz sedmu epizodu kada se serija vratila na male ekrane nakon dvanaesto-tjedne pauze.
Glumci Harold Perrineau Jr., Maggie Grace, Michelle Rodriguez i Cynthia Watros koji su u seriji tumačili likove Michaela, Shannon, Ane Lucije i Libby otišli su iz serije nakon završetka druge sezone. Glumica Elizabeth Mitchell postala je članom glavne glumačke postave kao Juliet, a pridružili su joj se Kiele Sanchez i Rodrigo Santoro u ulogama ranije nikad viđenih preživjelih putnika zrakoplovne nesreće (Nikki i Paulo).
Radnja treće sezone direktno se nastavlja na drugu, 67 dana nakon pada aviona Oceanic 815 na otok: tajanstveni Drugi drže u zatočeništvu troje preživjelih. Tijekom sezone gledatelji otkrivaju još više informacija o Drugima kao i o Dharma Inicijativi. Preživjeli se non-stop suočavaju s prijetnjama svojih neprijatelja te se još više međusobno zbližavaju. Pred kraj sezone preživjeli pokušavaju stupiti u kontakt s obližnjim brodom za koji vjeruju da ih je došao spasiti. Radnja treće sezone odvija se u razdoblju od 24 dana.
Treću sezonu serije gledalo je prosječno 15 milijuna ljudi.
| Ukupan broj epizoda | Broj epizode | Naziv epizode                | Glavni lik(ovi) | Redatelj            | Scenarist(i)                                                  | Gledanost u SAD-u (u milijunima) | Originalno emitiranje |
| ------------------- | ------------ | ---------------------------- | --------------- | ------------------- | ------------------------------------------------------------- | -------------------------------- | --------------------- |
| 50                  | 1            | "A Tale of Two Cities"       | Jack            | Jack Bender         | Priča: Damon Lindelof Scenarij: J. J. Abrams i Damon Lindelof | 18,82                            | 4. listopada 2006.    |
| 51                  | 2            | "The Glass Ballerina"        | Sun i Jin       | Paul Edwards        | Jeff Pinkner i Drew Goddard                                   | 16,89                            | 11. listopada 2006.   |
| 52                  | 3            | "Further Instructions"       | Locke           | Stephen Williams    | Carlton Cuse i Elizabeth Sarnoff                              | 16,31                            | 18. listopada 2006.   |
| 53                  | 4            | "Every Man for Himself"      | Sawyer          | Alan Taylor         | Edward Kitsis i Adam Horowitz                                 | 17,09                            | 25. listopada 2006.   |
| 54                  | 5            | "The Cost of Living"         | Mr. Eko         | Jack Bender         | Alison Schapker i Monica Owusu-Breen                          | 16,07                            | 1. studenog 2006.     |
| 55                  | 6            | "I Do"                       | Kate            | Tucker Gates        | Damon Lindelof i Carlton Cuse                                 | 17,15                            | 8. studenog 2006.     |
| 56                  | 7            | "Not In Portland"            | Juliet          | Stephen Williams    | Carlton Cuse i Jeff Pinkner                                   | 14,49                            | 7. veljače 2007.      |
| 57                  | 8            | "Flashes Before Your Eyes"   | Desmond         | Jack Bender         | Damon Lindelof i Drew Goddard                                 | 12,84                            | 14. veljače 2007.     |
| 58                  | 9            | "Stranger in a Strange Land" | Jack            | Paris Barclay       | Elizabeth Sarnoff i Christina M. Kim                          | 12,95                            | 21. veljače 2007.     |
| 59                  | 10           | "Tricia Tanaka Is Dead"      | Hurley          | Eric Laneuville     | Edward Kitsis i Adam Horowitz                                 | 12,78                            | 28. veljače 2007.     |
| 60                  | 11           | "Enter 77"                   | Sayid           | Stephen Williams    | Carlton Cuse i Damon Lindelof                                 | 12,45                            | 7. ožujka 2007.       |
| 61                  | 12           | "Par Avion"                  | Claire          | Paul Edwards        | Christina M. Kim i Jordan Rosenberg                           | 12,48                            | 14. ožujka 2007.      |
| 62                  | 13           | "The Man from Tallahassee"   | Locke           | Jack Bender         | Drew Goddard i Jeff Pinkner                                   | 12,22                            | 21. ožujka 2007.      |
| 63                  | 14           | "Exposé"                     | Nikki i Paulo   | Stephen Williams    | Edward Kitsis i Adam Horowitz                                 | 11,52                            | 28. ožujka 2007.      |
| 64                  | 15           | "Left Behind"                | Kate            | Karen Gaviola       | Damon Lindelof i Elizabeth Sarnoff                            | 11,66                            | 4. travnja 2007.      |
| 65                  | 16           | "One of Us"                  | Juliet          | Jack Bender         | Carlton Cuse i Drew Goddard                                   | 12,09                            | 11. travnja 2007.     |
| 66                  | 17           | "Catch-22"                   | Desmond         | Stephen Williams    | Jeff Pinkner i Brian K. Vaughan                               | 12,08                            | 18. travnja 2007.     |
| 67                  | 18           | "D.O.C."                     | Sun             | Frederick E.O. Toye | Edward Kitsis i Adam Horowitz                                 | 11,86                            | 25. travnja 2007.     |
| 68                  | 19           | "The Brig"                   | Locke           | Eric Laneuville     | Damon Lindelof i Carlton Cuse                                 | 12,33                            | 2. svibnja 2007.      |
| 69                  | 20           | "The Man Behind the Curtain" | Ben             | Bobby Roth          | Elizabeth Sarnoff i Drew Goddard                              | 12,11                            | 9. svibnja 2007.      |
| 70                  | 21           | "Greatest Hits"              | Charlie         | Stephen Williams    | Edward Kitsis i Adam Horowitz                                 | 12,32                            | 16. svibnja 2007.     |
| 71 i 72             | 22 i 23      | "Through the Looking Glass"  | Jack            | Jack Bender         | Carlton Cuse i Damon Lindelof                                 | 13,86                            | 23. svibnja 2007.     |

### Četvrta sezona (2008.)
Četvrta sezona serije Izgubljeni emitirala se u razdoblju od 31. siječnja 2008. do 29. svibnja 2008. godine. Produkcija na sezoni započela je u kolovozu 2007. godine i naglo je prekinuta zbog štrajka scenarista. Originalni plan bio je prikazati šesnaest epizoda odjednom (bez prekida u roku od šesnaest tjedana). Međutim, nakon što je štrajk završio ipak je odlučeno da će se sezona podijeliti u dva dijela. Damon Lindelof i Carlton Cuse zamolili su mrežu ABC da im odobri trosatno finale sezone što se u konačnici i dogodilo. Zbog izgubljenog vremena zbog štrajka scenarista odlučeno je da će se između osme i devete epizode sezone napraviti mini-pauza od mjesec dana.
Glumci Adewale Akinnuoye-Agbaje, Dominic Monaghan, Kiele Sanchez i Rodrigo Santoro koji su tumačili likove Mr. Eka, Charlieja, Nikki i Paula otišli su iz serije na kraju treće sezone, a Harold Perrineau vratio se u četvrtoj sezoni među glavne likove. Uz njega troje novih glumaca pridružilo se glavnoj glumačkoj postavi: Jeremy Davies, Ken Leung i Rebecca Mader koji su tumačili likove Daniela Faradaya, Milesa Straumea i Charlotte Lewis.
Radnja četvrte sezone direktno se nastavlja na priču iz treće sezone, 91 dan nakon zrakoplovne nesreće. Sezona se fokusira na preživjele koji se podijele u dvije skupine nakon što stupe u kontakt s obližnjim brodom. Kroz sezonu gledatelji također prate i radnju koja se odvija u budućnosti, a koja prati živote "Oceanicove šestorke" - pet preživjelih i malog Aarona koji su u nekom trenutku uspjeli otići s otoka i vratiti se svojim starim životima. Radnja sezone odvija se u razdoblju od 17 dana.
Četvrtu sezonu gledalo je prosječno 13,4 milijuna ljudi.
| Ukupan broj epizoda | Broj epizode | Naziv epizode                         | Glavni lik(ovi)                         | Redatelj         | Scenarist(i)                         | Gledanost u SAD-u (u milijunima) | Originalno emitiranje |
| ------------------- | ------------ | ------------------------------------- | --------------------------------------- | ---------------- | ------------------------------------ | -------------------------------- | --------------------- |
| 73                  | 1            | "The Beginning of the End"            | Hurley                                  | Jack Bender      | Damon Lindelof i Carlton Cuse        | 16,07                            | 31. siječnja 2008.    |
| 74                  | 2            | "Confirmed Dead"                      | Faraday, Charlotte, Miles, Frank, Naomi | Stephen Williams | Drew Goddard i Brian K. Vaughan      | 15,06                            | 7. veljače 2008.      |
| 75                  | 3            | "The Economist"                       | Sayid                                   | Jack Bender      | Edward Kitsis i Adam Horowitz        | 13,62                            | 14. veljače 2008.     |
| 76                  | 4            | "Eggtown"                             | Kate                                    | Stephen Williams | Elizabeth Sarnoff i Greggory Nations | 13,53                            | 21. veljače 2008.     |
| 77                  | 5            | "The Constant"                        | Desmond                                 | Jack Bender      | Carlton Cuse i Damon Lindelof        | 12,85                            | 28. veljače 2008.     |
| 78                  | 6            | "The Other Woman"                     | Juliet                                  | Eric Laneuville  | Drew Goddard i Christina M. Kim      | 12,90                            | 6. ožujka 2008.       |
| 79                  | 7            | "Ji Yeon"                             | Sun i Jin                               | Stephen Semel    | Edward Kitsis i Adam Horowitz        | 11,87                            | 13. ožujka 2008.      |
| 80                  | 8            | "Meet Kevin Johnson"                  | Michael                                 | Stephen Williams | Elizabeth Sarnoff i Brian K. Vaughan | 11,28                            | 20. ožujka 2008.      |
| 81                  | 9            | "The Shape of Things to Come"         | Ben                                     | Jack Bender      | Brian K. Vaughan i Drew Goddard      | 12,33                            | 24. travnja 2008.     |
| 82                  | 10           | "Something Nice Back Home"            | Jack                                    | Stephen Williams | Edward Kitsis i Adam Horowitz        | 11,14                            | 1. svibnja 2008.      |
| 83                  | 11           | "Cabin Fever"                         | Locke                                   | Paul Edwards     | Elizabeth Sarnoff i Kyle Pennington  | 11,28                            | 8. svibnja 2008.      |
| 84                  | 12           | "There's No Place Like Home (1. dio)" | Jack, Hurley, Sayid, Sun, Kate          | Stephen Williams | Damon Lindelof i Carlton Cuse        | 11,40                            | 15. svibnja 2008.     |
| 85 i 86             | 13 i 14      | "There's No Place Like Home (2. dio)" | Jack, Hurley, Sayid, Sun, Kate          | Jack Bender      | Carlton Cuse i Damon Lindelof        | 12,20                            | 29. svibnja 2008.     |

### Peta sezona (2009.)
Peta sezona serije Izgubljeni emitirala se u razdoblju od 21. siječnja 2009. do 13. svibnja 2009. godine, a sveukupno je prikazano 17 epizoda. Prije premijere sezone emitiran je video klip u kojem se prikazuju svi važni događaji iz prethodne četiri sezone. Peta sezona svojom radnjom prati događaje koji se odvijaju u dva različita vremenska razdoblja. Prva radnja se odvija na otoku gdje ostatak preživjelih kaotično započne skakati kroz vrijeme u prošlost i budućnost nakon što je Ben pomaknuo otok u vremenu i prostoru te se fokusira na događaje kada Locke uspije zaustaviti skakanje kroz vrijeme i ode s otoka. Druga radnja prati događaje van otoka koji su uslijedili nakon Lockeove smrti; Jack i Ben ponovno se udružuju s ostatkom Oceanicove šestorke kako bi se skupa s Lockeovim mrtvim tijelom vratili na otok. Drugi dio pete sezone započinje nakon što skakanje kroz vrijeme završi, a Oceanicova šestorka se vrati na otok uz pomoć leta Ajira 316. Radnja nastavlja pratiti dvije odvojene radnje u dva različita vremenska razdoblja s tom iznimkom što se sada obje radnje odvijaju na otoku. Prva se odvija 1977. godine u kojoj je ostatak preživjelih ostao nakon što je Locke uspio stopirati skakanje kroz vrijeme. Također, u to isto razdoblje dolaze i neki pripadnici skupine Oceanicova šestorka nakon što se uspiju vratiti na otok. Druga radnja odvija se 2007. godine nakon što je let Ajira 316 prisiljen sletjeti na otok.
Glumac Harold Perrineau koji tumači lik Michaela Dawsona napustio je seriju na kraju četvrte sezone. Tijekom pete sezone ugovor glumice Emilie de Ravin koja tumači ulogu Claire Littleton stavljen je na čekanje, ali se ona vratila u šestoj i posljednjoj sezoni među glavne likove.
Petu sezonu gledalo je u prosjeku 11 milijuna ljudi.
| Ukupan broj epizoda | Broj epizode | Naziv epizode                          | Glavni lik(ovi) | Redatelj         | Scenarist(i)                          | Gledanost u SAD-u (u milijunima) | Originalno emitiranje |
| ------------------- | ------------ | -------------------------------------- | --------------- | ---------------- | ------------------------------------- | -------------------------------- | --------------------- |
| 87                  | 1            | "Because You Left"                     | Nitko           | Stephen Williams | Damon Lindelof i Carlton Cuse         | 11,66                            | 21. siječnja 2009.    |
| 88                  | 2            | "The Lie"                              | Hurley          | Jack Bender      | Edward Kitsis i Adam Horowitz         | 11,08                            | 21. siječnja 2009.    |
| 89                  | 3            | "Jughead"                              | Desmond         | Rod Holcomb      | Elizabeth Sarnoff i Paul Zbyszewski   | 11,07                            | 28. siječnja 2009.    |
| 90                  | 4            | "The Little Prince"                    | Kate            | Stephen Williams | Brian K. Vaughan i Melinda Hsu Taylor | 10,98                            | 4. veljače 2009.      |
| 91                  | 5            | "This Place is Death"                  | Sun i Jin       | Paul Edwards     | Edward Kitsis i Adam Horowitz         | 12,85                            | 11. veljače 2009.     |
| 92                  | 6            | "316"                                  | Jack            | Stephen Williams | Damon Lindelof i Carlton Cuse         | 11,27                            | 18. veljače 2009.     |
| 93                  | 7            | "The Life and Death of Jeremy Bentham" | Locke           | Jack Bender      | Carlton Cuse i Damon Lindelof         | 9,82                             | 25. veljače 2009.     |
| 94                  | 8            | "LaFleur"                              | Sawyer          | Mark Goldman     | Elizabeth Sarnoff i Kyle Pennington   | 10,61                            | 4. ožujka 2009.       |
| 95                  | 9            | "Namaste"                              | Nitko           | Jack Bender      | Paul Zbyszewski i Brian K. Vaughan    | 9,08                             | 18. ožujka 2009.      |
| 96                  | 10           | "He's Our You"                         | Sayid           | Greg Yaitanes    | Edward Kitsis i Adam Horowitz         | 8,82                             | 25. ožujka 2009.      |
| 97                  | 11           | "Whatever Happened, Happened"          | Kate            | Bobby Roth       | Carlton Cuse i Damon Lindelof         | 9,35                             | 1. travnja 2009.      |
| 98                  | 12           | "Dead is Dead"                         | Ben             | Stephen Williams | Brian K. Vaughan i Elizabeth Sarnoff  | 8,29                             | 8. travnja 2009.      |
| 99                  | 13           | "Some Like it Hoth"                    | Miles           | Jack Bender      | Melinda Hsu Taylor i Greggory Nations | 9,23                             | 15. travnja 2009.     |
| 100                 | 14           | "The Variable"                         | Faraday         | Paul Edwards     | Edward Kitsis i Adam Horowitz         | 9,04                             | 29. travnja 2009.     |
| 101                 | 15           | "Follow the Leader"                    | Nitko           | Stephen Williams | Paul Zbyszewski i Elizabeth Sarnoff   | 8,70                             | 6. svibnja 2009.      |
| 102 i 103           | 16 i 17      | "The Incident"                         | Jacob           | Jack Bender      | Damon Lindelof i Carlton Cuse         | 9,43                             | 13. svibnja 2009.     |

### Šesta sezona (2010.)
Šesta i posljednja sezona započela je s emitiranjem 2. veljače 2010. godine dvosatnom epizodom prije koje je bila emitirana jednosatna rekapitulacija dotadašnje serije. Serija se nastavila emitirati 9. veljače u novom terminu (četvrtkom u 21 sat), a sveukupno je prikazano 18 epizoda u razdoblju od 16 tjedana. Posljednja epizoda emitirana je 23. svibnja 2010. godine. Finale serije započelo je dvosatnom rekapitulacijom prethodnih događaja, a završilo je dvo i pol satnom epizodom koja je ujedno označila i kraj serije.
U ovoj sezoni gledatelji su se po prvi puta upoznali s "paralelnom radnjom" (flash-sideways).
Jeremy Davies, Rebecca Mader i Elizabeth Mitchell koji su u seriji tumačili likove Daniela Faradaya, Charlotte Lewis i Juliet Burke nakon pete sezone napustili su seriju, ali su sve troje reprizirali svoje uloge u pojedinim epizodama šeste sezone. Bivši članovi glumačke postave koji su se do tada nalazili u sporednim ulogama kao što su Nestor Carbonell, Jeff Fahey i Zuleikha Robinson (koji su tumačili uloge Richarda Alperta, Franka Lapidusa i Ilane Verdansky) promaknuti su među glavne glumce, a Emilie de Ravin vratila se kao glavni lik Claire Littleton nakon što je bila odsutna tijekom pete sezone.
Većina bivših glumaca koji su ranije otišli iz serije vratila se u posljednjoj epizodi. Kako bi se na što ljepši način obilježila posljednja epizoda serije Sam Anderson, François Chau, L. Scott Caldwell, Jeremy Davies, Fionnula Flanagan, Maggie Grace, Rebecca Mader, Elizabeth Mitchell, Dominic Monaghan, Ian Somerhalder, John Terry, Sonya Walger i Cynthia Watros na uvodnoj špici postavljeni su među glavne glumce.
Šestu sezonu serije gledalo je u prosjeku 10 milijuna ljudi.
| Ukupan broj epizoda | Broj epizode | Naziv epizode          | Glavni lik(ovi)        | Redatelj          | Scenarist(i)                                     | Gledanost u SAD-u (u milijunima) | Originalno emitiranje |
| ------------------- | ------------ | ---------------------- | ---------------------- | ----------------- | ------------------------------------------------ | -------------------------------- | --------------------- |
| 104 i 105           | 1 i 2        | "LA X"                 | Razni                  | Jack Bender       | Damon Lindelof i Carlton Cuse                    | 12,09                            | 2. veljače 2010.      |
| 106                 | 3            | "What Kate Does"       | Kate                   | Paul Edwards      | Edward Kitsis i Adam Horowitz                    | 11,05                            | 9. veljače 2010.      |
| 107                 | 4            | "The Substitute"       | Locke                  | Tucker Gates      | Elizabeth Sarnoff i Melinda Hsu Taylor           | 9,82                             | 16. veljače 2010.     |
| 108                 | 5            | "Lighthouse"           | Jack                   | Jack Bender       | Carlton Cuse i Damon Lindelof                    | 9,95                             | 23. veljače 2010.     |
| 109                 | 6            | "Sundown"              | Sayid                  | Bobby Roth        | Paul Zbyszewski i Graham Roland                  | 9,29                             | 2. ožujka 2010.       |
| 110                 | 7            | "Dr. Linus"            | Ben                    | Mario Van Peebles | Edward Kitsis i Adam Horowitz                    | 9,49                             | 9. ožujka 2010.       |
| 111                 | 8            | "Recon"                | Sawyer                 | Jack Bender       | Elizabeth Sarnoff i Jim Galasso                  | 8,87                             | 16. ožujka 2010.      |
| 112                 | 9            | "Ab Aeterno"           | Richard                | Tucker Gates      | Melinda Hsu Taylor i Greggory Nations            | 9,31                             | 23. ožujka 2010.      |
| 113                 | 10           | "The Package"          | Sun i Jin              | Paul Edwards      | Paul Zbyszewski i Graham Roland                  | 10,13                            | 30. ožujka 2010.      |
| 114                 | 11           | "Happily Ever After"   | Desmond                | Jack Bender       | Carlton Cuse i Damon Lindelof                    | 9,55                             | 6. travnja 2010.      |
| 115                 | 12           | "Everybody Loves Hugo" | Hurley                 | Daniel Attias     | Edward Kitsis i Adam Horowitz                    | 9,48                             | 13. travnja 2010.     |
| 116                 | 13           | "The Last Recruit"     | Razni                  | Stephen Semel     | Paul Zbyszewski i Graham Roland                  | 9,53                             | 20. travnja 2010.     |
| 117                 | 14           | "The Candidate"        | Jack i Locke           | Jack Bender       | Elizabeth Sarnoff i Jim Galasso                  | 9,59                             | 4. svibnja 2010.      |
| 118                 | 15           | "Across the Sea"       | Jacob i Čovjek u crnom | Tucker Gates      | Carlton Cuse i Damon Lindelof                    | 10,32                            | 11. svibnja 2010.     |
| 119                 | 16           | "What They Died For"   | Razni                  | Paul Edwards      | Edward Kitsis, Adam Horowitz i Elizabeth Sarnoff | 10,47                            | 18. svibnja 2010.     |
| 120 i 121           | 17 i 18      | "The End"              | Razni                  | Jack Bender       | Damon Lindelof i Carlton Cuse                    | 13,57                            | 23. svibnja 2010.     |

## Vanjske poveznice
- Popis epizoda serije Izgubljeni  Arhivirana inačica izvorne stranice od 10. ožujka 2013. (Wayback Machine) na ABC.com
- Popis epizoda serije Izgubljeni  Arhivirana inačica izvorne stranice od 22. ožujka 2013. (Wayback Machine) na TV.com
- Popis epizoda serije Izgubljeni na Lostpedia